# Alda Levi
Alda Levi (Bologna, 16 giugno 1890 – Roma, 23 giugno 1950) è stata un'archeologa italiana.

## Biografia
Nata in una famiglia della media borghesia, frequentò il liceo classico Tito Livio di Padova.
Conseguita la laurea in Filologia classica e il diploma della facoltà di Magistero presso l'Università degli Studi di Padova nel 1913, iniziò la sua carriera come ispettrice nel 1915 presso la Soprintendenza Archeologica di Napoli, dove conobbe Vittorio Spinazzola, oppositore del fascismo, che sposò nel 1932.
Trasferita a Bologna (1924) e poi a Milano (1925) diviene responsabile dell'ufficio distaccato della Soprintendenza alle antichità di Torino prima e di Padova poi. Fu l'unica funzionaria responsabile della tutela archeologica in tutto il territorio lombardo, durante anni di grande sviluppo edilizio. I numerosi rinvenimenti effettuati sotto la sua direzione sono stati editi in varie riviste tra cui: Historia, Rivista Archeologica dell'Antica Provincia e diocesi di Como, Notizie degli Scavi di Antichità e Bullettino di Paleontologia Italiana.
Alla studiosa si deve la pubblicazione della Patera di Parabiago e il fondamentale Catalogo delle sculture greche e romane del Palazzo Ducale di Mantova.
A causa delle leggi razziali, Alda Levi perse il posto e trascorse il periodo dell'occupazione nazista a Roma sotto la minaccia della deportazione. Reintegrata nel 1945 curò le pubblicazioni del marito sugli scavi della via dell'Abbondanza di Pompei. Dopo essersi convertita al cattolicesimo, morì a Roma nel 1950.